# Manugraph
Manugraph Industries Ltd. ist Indiens größter Hersteller von Bogen-Offsetdruckmaschinen und Rollen-Offsetdruckmaschinen. Manugraph wurde 1972 von Sanat M. Shah gegründet. Das Unternehmen hat einen Jahresumsatz von 28 Millionen Euro und ist nach ISO 9001 zertifiziert.
Der Hauptsitz von Manugraph befindet sich in Mumbai, die Fertigungsstätten sind in Kolhapur. Dort arbeiten insgesamt 1550 Mitarbeiter. 
Im November 2006 übernahm Manugraph das US-amerikanische Unternehmen Dauphin Graphic Machines (DGM). DGM ist ein Hersteller von Rollenoffset-Druckmaschinen.   
Auf dem von deutschen Unternehmen beherrschten Weltmarkt spielt Manugraph zurzeit eine untergeordnete Rolle.